# Hotel Texas

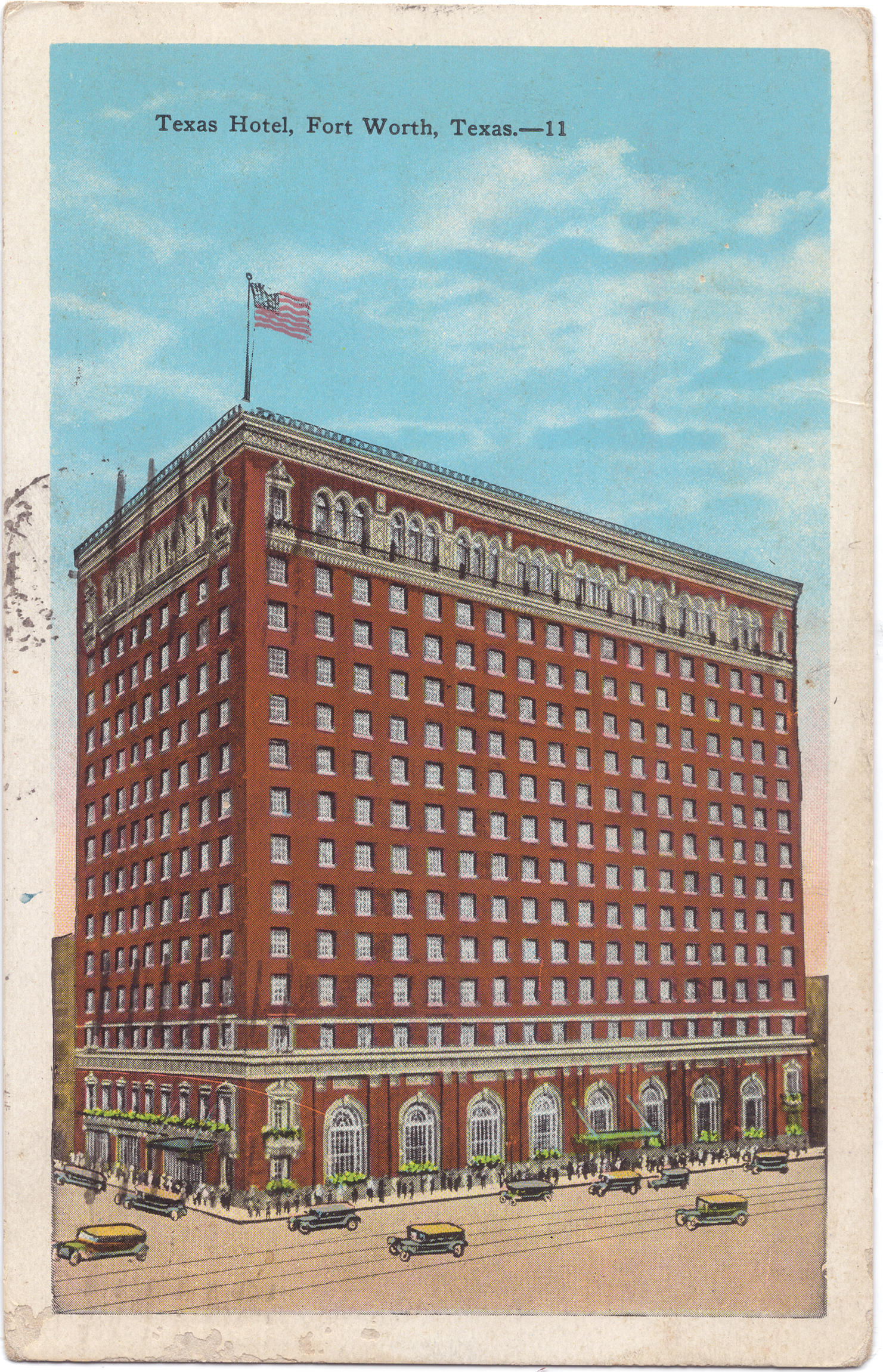
Postal del Hotel Texas, 1928

El Hilton Fort Worth es un hotel histórico en el centro de Fort Worth, Texas. Construido entre 1920 y 1921 como Hotel Texas, fue diseñado por Sanguinet & Staats y Mauran, Russell & Crowell, con Westlake Construction Co. como contratista.
Se construyó una adición de dos pisos en el norte en 1963, con un banco en la planta baja y un nuevo salón de baile de 25,000 pies cuadrados en el segundo nivel. El 21 de noviembre de 1963, el presidente de los Estados Unidos, John F. Kennedy, y la Sra. Kennedy se alojó en el hotel en la habitación 850. A la mañana siguiente, Kennedy dio la que sería su última dirección en el Crystal Ballroom, apenas unas horas antes de ser asesinado en Dallas. e convirtió en el Sheraton-Fort Worth Hotel en 1968.
Una importante renovación, completada en 1970, coincidió con la apertura del Centro de Convenciones de Fort Worth, convirtiendo al hotel en un "hotel sede" del centro. En el edificio principal, el trabajo consistió en dividir el vestíbulo original de dos pisos en dos pisos, con salas de reuniones adicionales en el nivel superior, y la renovación de las habitaciones de huéspedes, reduciendo su número a 289. También incluyó la adición de un nuevo 49 m (53,6 yd) 230 habitaciones, Anexo de hotel de 8 pisos sobre un garaje de estacionamiento de 5 pisos construido en 1928, al otro lado de Commerce Street desde el hotel y conectado con el edificio principal por un puente elevado.
Cerró en 1979, y fue destruido y renovado a un costo de $ 33 millones por los arquitectos Jarvis, Putty, Jarvis. El vestíbulo volvió a su configuración original de dos pisos, el interior se rehízo por completo, se creó un atrio entre las alas traseras de la torre en forma de "U" y se instaló nueva iluminación en los niveles superiores para parecerse a la iluminación original del edificio. hotel. El hotel reabrió en enero de 1981 como el Hyatt Regency Fort Worth .
Pasó a llamarse Radisson Fort Worth en 1995. Bajo Radisson, las luces de los pisos superiores estaban apagadas. De 2005 a 2006, se renovaron los interiores del hotel y pasó a llamarse Hilton Fort Worth el 1 de abril de 2006. La torre anexa de 1970 no fue renovada, fue vendida y dejado vacante. El Hilton Fort Worth contiene actualmente 294 habitaciones. Parte del nuevo trabajo para la conversión incluyó volver a iluminar la parte superior del edificio.
Se agregó al Registro Nacional de Lugares Históricos el 3 de julio de 1979.  Se aprobó un aumento de límites en noviembre de 2014 para incluir el anexo como parte de la lista.
En 2015, se anunciaron planes para convertir el anexo de 1970, vacío desde 2006, en un edificio de apartamentos con 140 unidades. En 2020, se anunciaron planes para reabrir el anexo como hotel, operado por la marca Le Méridien de Marriott International.
Jim Thompson, el autor y guionista estadounidense, conocido por su novela policiaca dura (The Getaway, The Grifters, After Dark, My Sweet), trabajó como botones en el Hotel Texas durante dos años durante la Prohibición mientras asistía a la escuela secundaria durante el día.